# Славчо Димитров
Славчо Асенов Димитров е български стоматолог, доцент.

## Биография
Роден е през 1943 г. в село Беренде, Пернишко.
Завършил е Стоматологичен факултет-София през 1970 г. В продължение на 3 години работи по разпределение в районната болница в град Попово. През 1972 г. печели конкурс за асистентско място в Клиниката по хирургична стоматология и лицево-челюстна хирургия в Медицинския университет в Пловдив. През 1973 г. постъпва като асистент в катедрата по Хирургична стоматология и лицево-челюстна хирургия в Стоматологичния факултет в Пловдив.
През 1976 г. придобива специалност по хирургична стоматология (орална хирургия), а през 1982 и втора специалност - лицево-челюстна хирургия. През 1988 година защитава дисертация и получава научна докторска степен. През 1990 г. получава научно звание доцент.
Специалист е в областта на гнойната хирургия, лицево-челюстната травматология, лицево-челюстната онкология и пластично-възстановителната хирургия. Профилиран е в заболяванията на слюнчените жлези и по-специално на туморите в тази област.
Изнася лекции по орална и лицево-челюстна хирургия на студентите от Медицинския факултет и от Факултета по дентална медицина и обучава специализанти по лицево-челюстна хирургия. Има над 70 публикации по актуални проблеми в същата област. Съавтор е на едно ръководство по лицево-челюстна хирургия, два учебника на същата тема, шест рационализации и други.
От 1999 година става началник на Клиниката по лицево-челюстна хирургия към УМБАЛ „Свети Георги“, Пловдив. Под негово ръководство е защитена една дисертация и са подготвени 10 специалисти по лицево-челюстна хирургия.
Непосредствено след пенсионирането си от МУ в Пловдив доц. Димитров организира, разкрива и ръководи Отделение по лицево-челюстна хирургия към МБАЛ „Свети Пантелеймон“ – Пловдив (Втора градска болница).